# А1 (Румъния)
Вижте пояснителната страница за други значения на А1.
Румънската автомагистрала A1 (на румънски: Autostrada A1) е частично построена магистрала в Румъния. Магистралата свързва столицата Букурещ с унгарската граница при Надлак. Планираната дължина на магистралата е 581 км, като към края на 2014 г. са построени 340 км.